# Shining (norweski zespół muzyczny)
Shining – norweska grupa wykonująca szeroko pojętą muzykę awangardową. Powstała w 1999 roku w Oslo jako akustyczny kwartet jazzowy. Do 2015 roku ukazało się siedem albumów studyjnych formacji, które zawierały wpływy takich gatunków jak rock progresywny, jazz-rock, post-rock, rock alternatywny, indie rock, noise rock czy muzyka elektroniczna.

## Historia
Zespół powstał w 1999 roku w Oslo z inicjatywy multiinstrumentalisty Jørgena Munkeby. Muzyk do współpracy zaprosił basistę Aslaka Hartberga, perkusistę Torsteina Lofthusa oraz pianistę Mortena Qvenilda. 5 listopada 2001 roku został wydany debiutancki album formacji zatytułowany Where the Ragged People Go. Stylistycznie płyta oscylowała w granicach nowoczesnego jazzu. W 2003 roku ukazał się drugi album studyjny zespołu pt. Sweet Shanghai Devil, inspirowany dokonaniami jazzmanów Johna Coltranea i Ornette Colemana. Kompozycje w dalszym ciągu w pełni akustyczne zawierały elementy wykraczające poza ramy jazzu.
W 2005 roku nakładem Rune Grammofon ukazał się trzeci album grupy zatytułowany In the Kingdom of Kitsch You Will Be a Monster. Wydawnictwo przyniosło zmiany w brzmieniu muzyki Shining. Muzycy nawiązali do rocka progresywnego, heavy metalu. Munkeby oprócz tradycyjnych instrumentów dętych drewnianych zastosował gitary elektryczne i syntezatory. Z kolei Aslak Hartberg gitarę basową zastąpił kontrabasem. Ponadto w realizacji nagrań grupa wykorzystała akordeon, organy i klawinet. Lider formacji jako główną inspirację przy zmianie stylu muzycznego wymienił grupę Motorpsycho i francuskiego organistę Oliviera Messiaena. Trzecia płyta w dorobku Shining spotkała się z pozytywnym przyjęciem krytyków muzycznych w Norwegii oraz na świecie. W międzyczasie pianista Morten Qvenild odszedł z zespołu, a zastąpił go Andreas Hessen Schei. Z kolei basistę Aslaka Hartberga zastąpił Morten Strøm. W 2006 roku zespół otrzymał Alarm Award w kategorii najlepsza płyta jazzowa.
W 2007 roku został wydany czwarty album zespołu pt. Grindstone. Na płycie muzycy rozwinęli brzmienie z poprzedniej płyty. Oprócz nawiązań do muzyki heavymetalowej i poważnej wystąpiły elementy takich stylów jak noise i drone. Rok później zespół ponownie otrzymał Alarm Award w kategorii najlepszy album jazzowy. W październiku tego samego roku zespół odbył trasę koncertową poprzedzając występy Enslaved. Koncerty kończyła interpretacja utworu "21st Century Schizoid Man" z repertuaru King Crimson w wykonaniu obu zespołów. Występ wzbudził zainteresowanie komitetu programowego Moldejazz, który zobowiązał Enslaved i Shaining do zrealizowania dziewięćdziesięciominutowego materiału muzycznego. Owocem współpracy obu formacji było składające się z dziewięciu poruszeń dzieło Nine Nights in Nothingness – Glimpses of Downfall znane również pod nazwą The Armageddon Concerto, które po raz pierwszy zostało wykonane 19 lipca 2008 roku podczas Moldejazz. Pięć części skomponował Jørgen Munkeby, z kolei Ivar Bjørnson był autorem czterech części.
W 2009 roku zespół podpisał kontrakt płytowy z wytwórnią Indie Recordings. 25 stycznia 2010 roku ukazał się piąty album studyjny formacji zatytułowany Blackjazz. Instrumentarium w stosunku do poprzednich wydawnictw uległo uproszczeniu. Jørgen Munkeby skupił się na grze na gitarze i saksofonie. Posunięcie przyczyniło się do zbliżenia brzmienia studyjnego do tego podczas koncertów. Poprzednie kompozycje wymagały uproszczenia podczas występów na żywo. Wydawnictwo płytowe zamknęła interpretacja utworu "21st Century Schizoid Man" z repertuaru King Crimson. Gościnnie w kompozycji zaśpiewał Grutle Kjellson z grupy Enslaved. Album był ponadto promowany teledyskiem do utworu "The Madness And The Damage Done".

## Muzycy
| Obecny skład zespołu - Jørgen Munkeby – saksofon (od 1999), flet, klarnet (1999–2007), gitara (od 2004), śpiew (od 2010) - Håkon Sagen – gitara (od 2010) - Eirik Tovsrud Knutsen – instrumenty klawiszowe (od 2014) - Tobias Ørnes Andersen – perkusja (od 2014) - Ole Vistnes – gitara basowa (od 2015) |  | Byli członkowie - Morten Qvenild – instrumenty klawiszowe (1999–2004) - Aslak Hartberg – kontrabas, gitara basowa (1999–2005) - Andreas Hessen Schei – instrumenty klawiszowe (2005–2006) - Morten Strøm – gitara basowa (2005–2008) - Andreas Ulvo – instrumenty klawiszowe (2007–2008) - Even Helte Hermansen – gitara (2007–2010) - Bernt Moen – instrumenty klawiszowe (2008–2012) - Torstein Lofthus – perkusja (1999–2014) - Knut Løchsen – instrumenty klawiszowe (2012–2014) - Tor Egil Kreken – gitara basowa (2008–2015) |

## Dyskografia

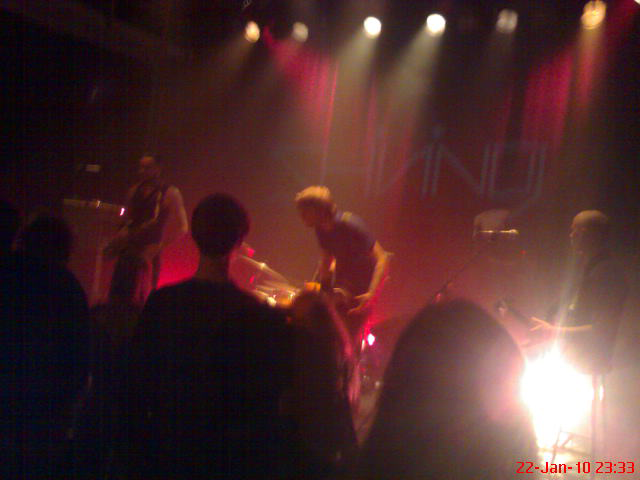
Shining podczas koncertu 20 lutego 2010 roku

Albumy studyjne
| Where the Ragged People Go                     | - Data: 5 listopada 2001 - Wydawca: BP Productions        | –  |
| Sweet Shanghai Devil                           | - Data: 2003 - Wydawca: Jazzland                          | –  |
| In the Kingdom of Kitsch You Will Be a Monster | - Data: 24 stycznia 2005 - Wydawca: Rune Grammofon        | –  |
| Grindstone                                     | - Data: 29 stycznia 2007 - Wydawca: Rune Grammofon        | 19 |
| Blackjazz                                      | - Data: 25 stycznia 2010 - Wydawca: Indie Recordings      | 9  |
| One One One                                    | - Data: 8 kwietnia 2013 - Wydawca: Indie Recordings       | 15 |
| International Blackjazz Society                | - Data: 23 października 2015 - Wydawca: Spinefarm Records | –  |
| Animal                                         | - Data: 2018                                              |    |
| „–” oznacza, że album nie był notowany.        |                                                           |    |

Albumy koncertowe
| Tytuł          | Dane dot. albumu                                      |
| -------------- | ----------------------------------------------------- |
| Live Blackjazz | - Data: 11 listopada 2011 - Wydawca: Indie Recordings |

## Teledyski
| Tytuł                                            | Rok  | Reżyseria                  | Album                           | Źródło |
| ------------------------------------------------ | ---- | -------------------------- | ------------------------------- | ------ |
| "In The Kingdom Of Kitsch You Will Be A Monster" | 2008 | Astrid Astrup,Magnus Flåto | Grindstone                      | [ 21 ] |
| "The Madness And The Damage Done"                | 2010 | –                          | Blackjazz                       | [ 19 ] |
| "Fisheye"                                        | 2012 | Kyrre H. Larsen            | Blackjazz                       | [ 22 ] |
| "I Won't Forget"                                 | 2013 | Kyrre H. Larsen            | One One One                     | [ 23 ] |
| "I Won't Forget" (Live)                          | 2013 | Jonas Bødtker              | One One One                     | [ 21 ] |
| "Blackjazz Rebels"                               | 2014 | Anders Børresen            | One One One                     | [ 21 ] |
| "The One Inside" (Live)                          | 2014 | Anders Børresen            | One One One                     | [ 24 ] |
| "The Last Stand" (Live in the Studio)            | 2015 | –                          | International Blackjazz Society | [ 21 ] |
| "Last Day (Live At Trolltunga)"                  | 2015 | –                          | International Blackjazz Society | [ 25 ] |
| "The Last Stand"                                 | 2015 | Mitch Massie               | International Blackjazz Society | [ 26 ] |
| "House Of Control"                               | 2016 | Juliette Beavan            | International Blackjazz Society | [ 27 ] |

## Nagrody i wyróżnienia
| Rok  | Kategoria       | Tytułem                                        | Nagroda            | Nota      | Źródło |
| ---- | --------------- | ---------------------------------------------- | ------------------ | --------- | ------ |
| 2006 | Jazz            | In the Kingdom of Kitsch You Will Be a Monster | Alarmprisen        | Nominacja | [ 28 ] |
| 2005 | Åpen Klasse     | In the Kingdom of Kitsch You Will Be a Monster | Spellemannprisen   | Nominacja | [ 29 ] |
| 2007 | Jazz            | Grindstone                                     | Alarmprisen        | Nominacja | [ 30 ] |
| 2007 | Åpen Klasse     | Grindstone                                     | Spellemannprisen   | Nominacja | [ 29 ] |
| 2010 | Metal           | Blackjazz                                      | Spellemannprisen   | Nominacja | [ 29 ] |
| 2010 | n/d             | Shining                                        | A-ha Grant         | Laur      | [ 31 ] |
| 2011 | Metal           | Live Blackjazz                                 | Spellemannprisen   | Nominacja | [ 29 ] |
| 2011 | n/d             | Shining                                        | StatoilHydro Grant | Nominacja | [ 32 ] |
| 2012 | Årets innovatør | Shining                                        | Spellemannprisen   | Laur      | [ 33 ] |
| 2012 | Metal           | One One One                                    | Spellemannprisen   | Nominacja | [ 29 ] |